# Klaus-Michael Bonsack
Klaus-Michael Bonsack (Waltershausen, 26 de diciembre de 1941-Innsbruck, 5 de marzo de 2023) fue un deportista de la RDA que compitió en luge en las modalidades individual y doble.
Participó en tres Juegos Olímpicos de Invierno entre los años 1964 y 1972, obteniendo cuatro medallas, plata en Innsbruck 1964 y oro y bronce en Grenoble 1968 y bronce en Sapporo 1972. Ganó seis medallas en el Campeonato Mundial de Luge entre los años 1963 y 1970.

## Palmarés internacional
| Representando al Equipo Alemán Unificado |                       |                   |            |
| Juegos Olímpicos                         |                       |                   |            |
| Año                                      | Lugar                 | Medalla           | Prueba     |
| 1964                                     | Innsbruck (Austria)   | Medalla de plata  | Individual |
| Representando a la RDA                   |                       |                   |            |
| Juegos Olímpicos                         |                       |                   |            |
| Año                                      | Lugar                 | Medalla           | Prueba     |
| 1968                                     | Grenoble (Francia)    | Medalla de oro    | Doble      |
| 1968                                     | Grenoble (Francia)    | Medalla de bronce | Individual |
| 1972                                     | Sapporo (Japón)       | Medalla de bronce | Doble      |
| Campeonato Mundial                       |                       |                   |            |
| Año                                      | Lugar                 | Medalla           | Prueba     |
| 1963                                     | Imst (Austria)        | Medalla de bronce | Individual |
| 1965                                     | Davos (Suiza)         | Medalla de plata  | Doble      |
| 1967                                     | Hammarstrand (Suecia) | Medalla de oro    | Doble      |
| 1967                                     | Hammarstrand (Suecia) | Medalla de plata  | Individual |
| 1969                                     | Königssee (RFA)       | Medalla de bronce | Doble      |
| 1970                                     | Königssee (RFA)       | Medalla de plata  | Doble      |